# Столовая гора
Столо́вая гора́, меса (нем. Tafelberg, исп. mesa — в пер. стол) — гора с усечённой, плоской вершиной.
Как правило, столовые горы сложены из осадочных горных пород. Склоны такой горы обычно крутые, почти отвесные. В разрезе этот вид геологических образований имеет продолговатую форму, то есть в одном из направлений плато на вершине горы вытянуто. Своей усечённой в верхней части формой столовые горы обязаны процессам денудации — эрозии и выветриванию. Одной из разновидностей столовых гор являются те горы, плоская вершина которых не сложена из осадочных пород, а покрыта затвердевшей вулканической корой из лавы.
Формы ландшафта, подобные столовым горам, обнаружены также на Марсе, Ио и Эриде.
Распространение:
В Латинской Америке: Столовые горы Гвианского нагорья; называются тепуи.
В США: Долина монументов, Стеклянные горы (Glass Mountains или Gloss Hills, штат Оклахома).
В России: Столовая на Северном Кавказе, горы плато Путорана (Красноярский край).

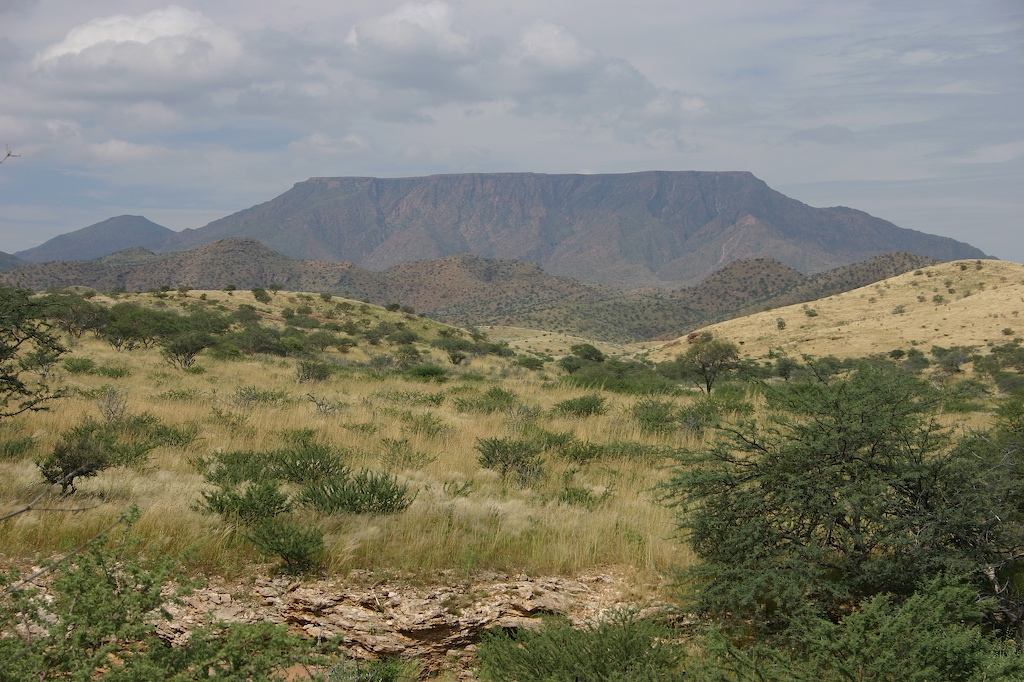
Гамсберг, Намибия
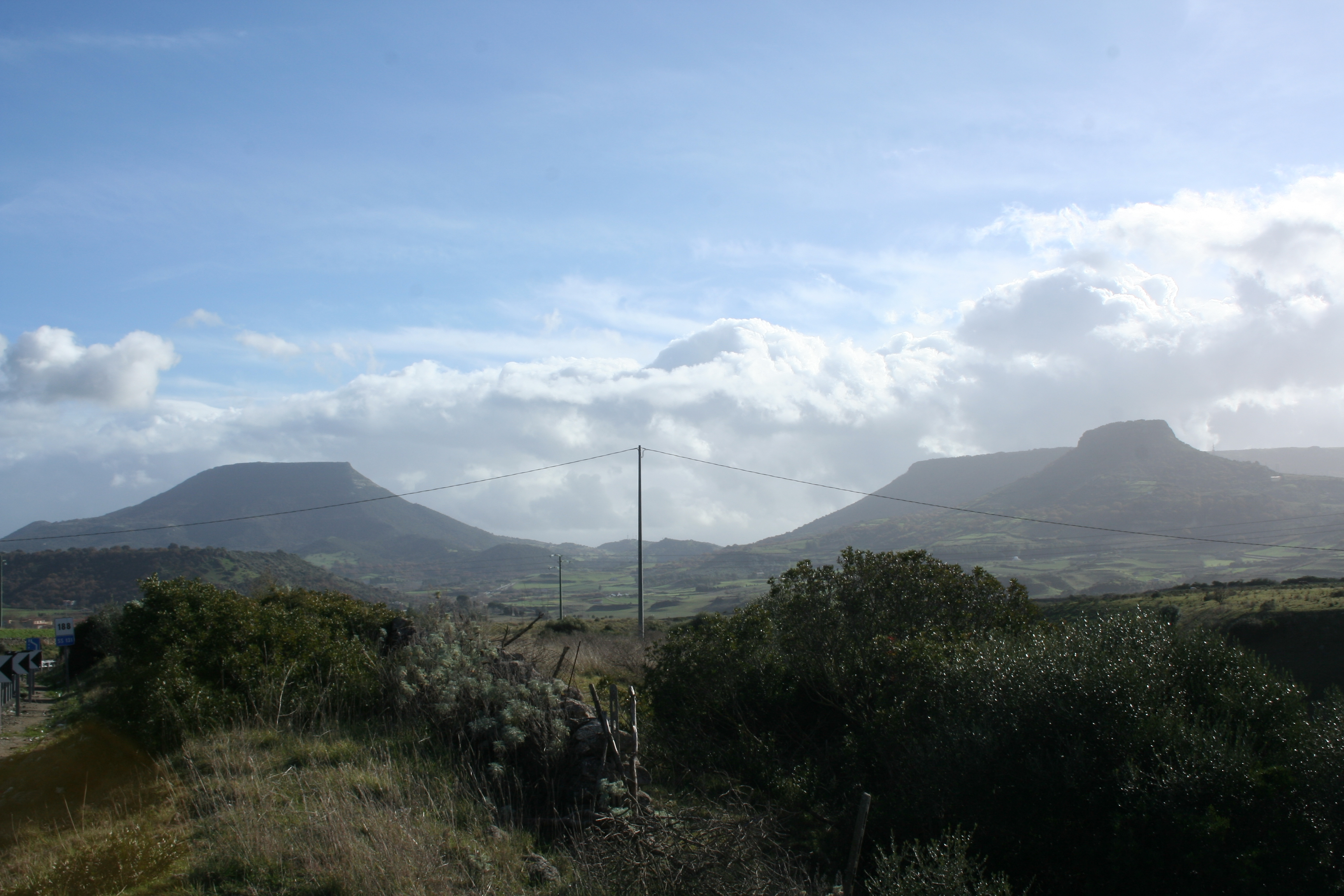
Монте-Санту и Монте Сан-Антонио, Сардиния
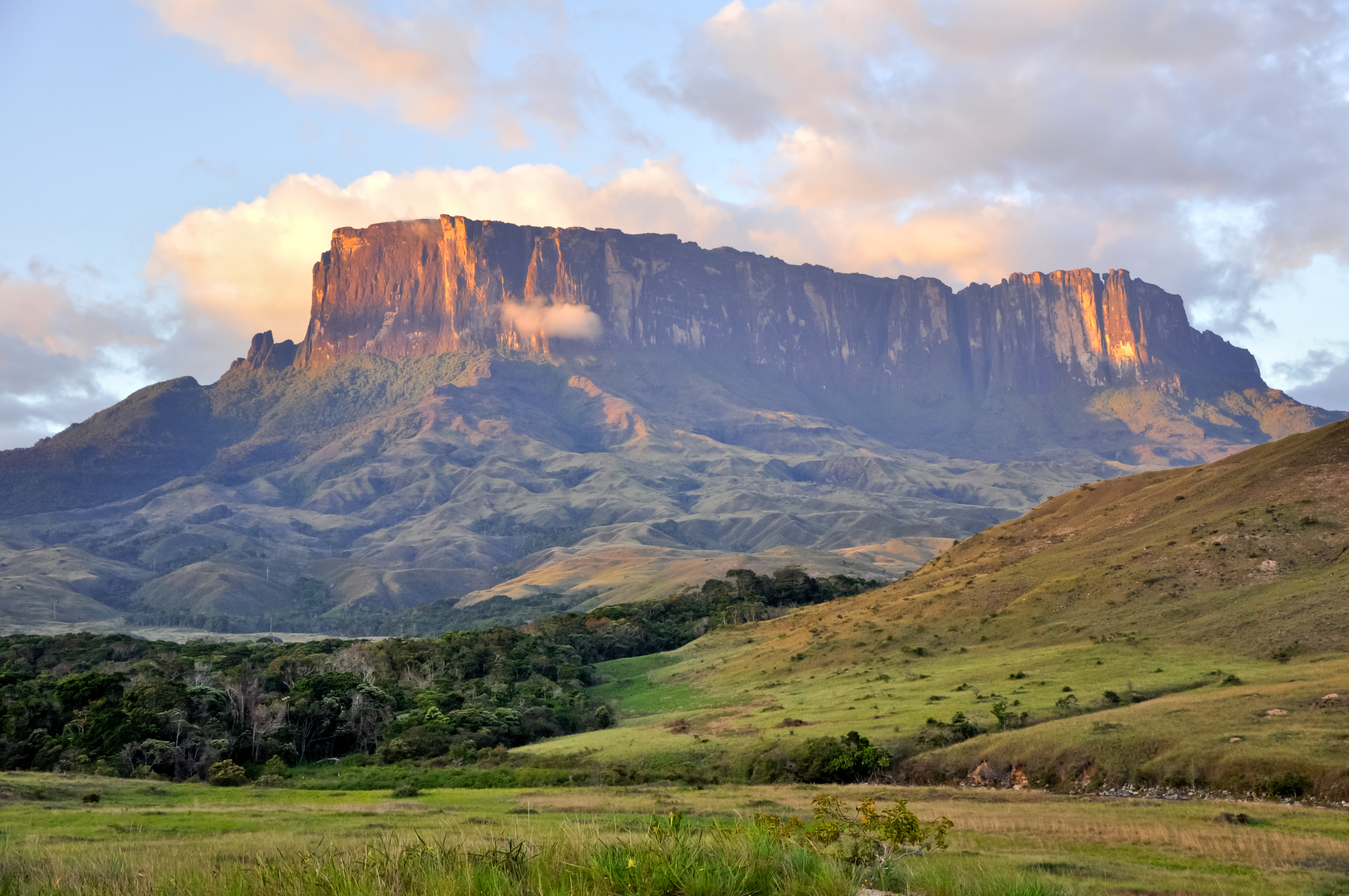
Пример тепуи — Кукенан, Венесуэла
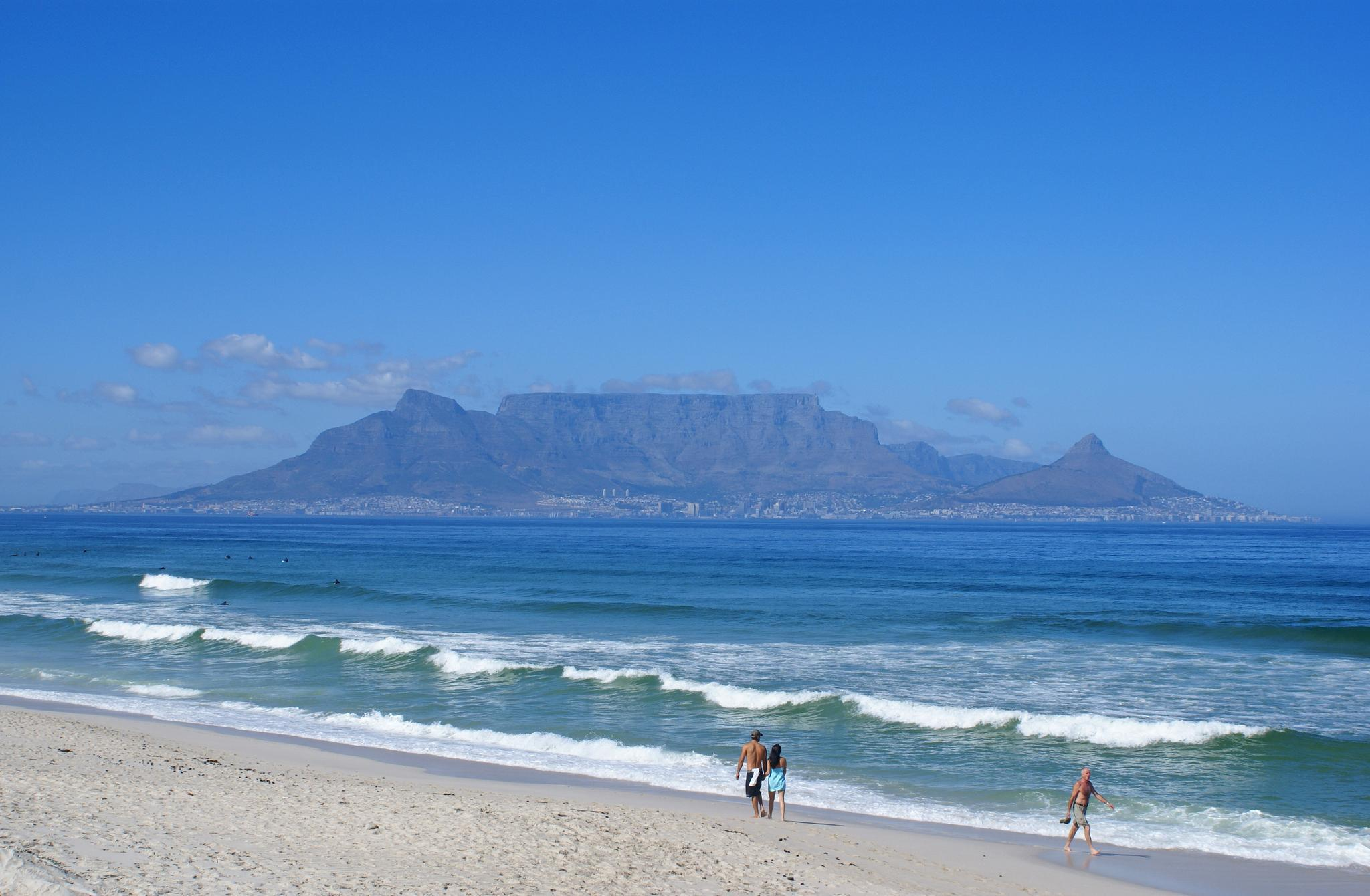
Столовая гора Кейптауна, ЮАР
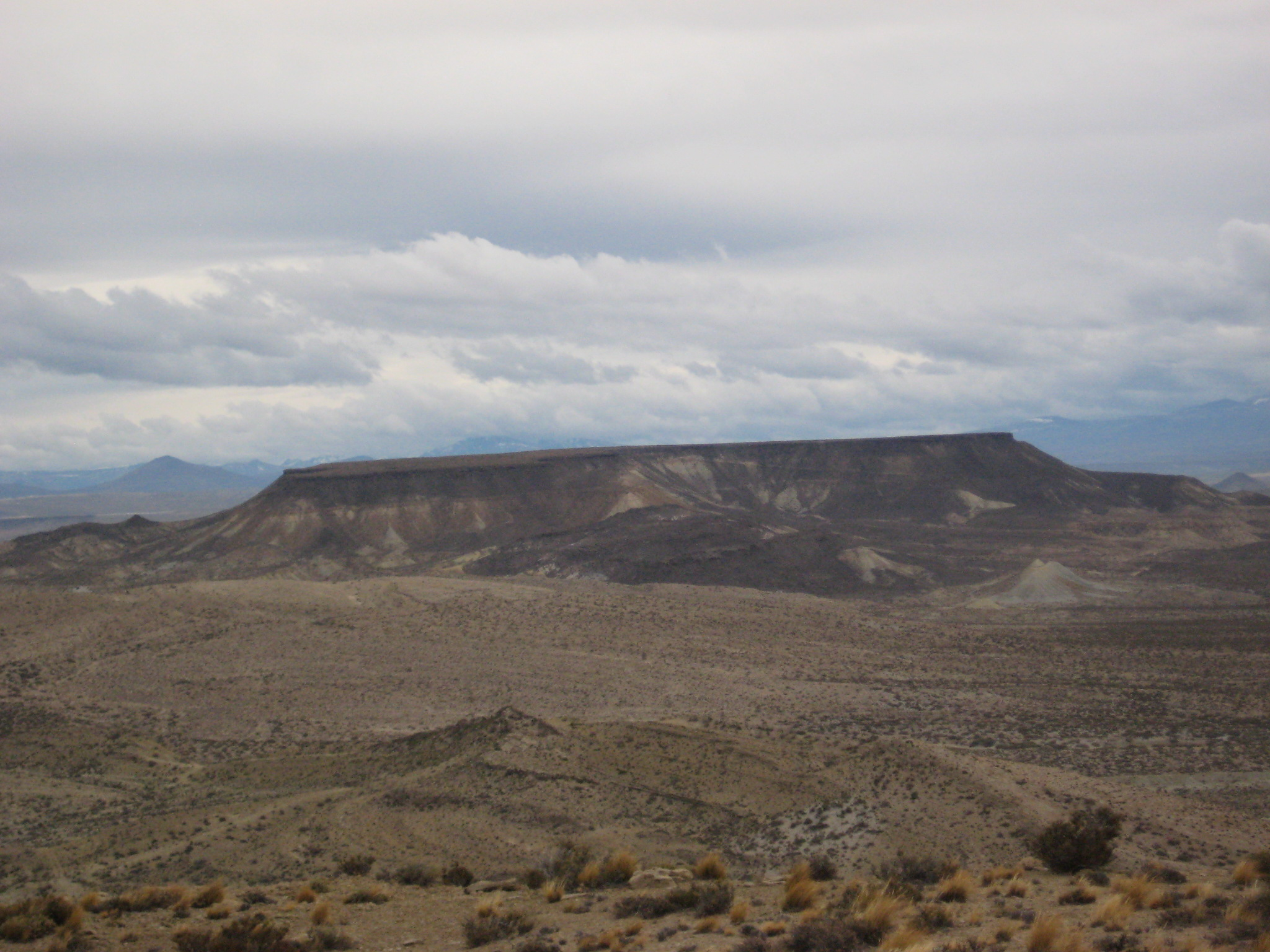
Сьерра Негро, Аргентина